# Hawker Hunter
Hawker Hunter je britský transonický proudový stíhací letoun 2. generace z přelomu 40. a 50 let vyvinutý společností Hawker Aircraft pro Royal Air Force. Navržen byl tak, aby využil výhody nově vyvinutého proudového motoru Rolls-Royce Avon a šípového křídla. Dále byl prvním letadlem poháněným proudovým motorem vyrobeným firmou Hawker, které bylo zavedeno do služby u RAF. 7. září 1953 prolomil upravený první prototyp světový rychlostní rekord a dosáhl rychlosti 1 171,01 km/h.
Jednomístný Hunter byl uveden do služby v roce 1954 jako denní stíhací letoun a rychle u RAF vystřídal stíhačky první generace jako byly Gloster Meteor a de Havilland Venom. Roli letounou pro každé počasí a noc plnil Gloster Javelin. Postupně také vznikaly vylepšené varianty tohoto typu mimo jiné s lepšími motory a větší kapacitou paliva. Letouny Hunter používaly také dva týmy RAF: „Black Arrows“, kterému se při jedné příležitosti povedla rekordní formace 22 strojů Huntery. Později „Blue Diamonds“, kteří létali s 16 letadly. Hunter byl také široce vyvážen a sloužil celkem ve 21 letectvech.
Během šedesátých let byl do služby v roli záchytného stíhacího letounu zaveden nadzvukový English Electric Lightning a Huntery byly přeřazeny jako stíhací bombardéry a průzkumné letouny. Dvoumístné varianty zůstaly ve službě k výcviku a pro vedlejší role u RAF a Royal Navy až do počátku 90. let. Ještě šedesát let po svém uvedení byl stále v aktivní službě a do roku 2014 jej provozovalo libanonské letectvo.
Několik provozovatelů letouny Hunter nasadilo v řadě konfliktů včetně suezské krize, adenské krize, indo-pákistánské války v roce 1965 a roku 1971, občanské války v Rhodesii, druhé války v Kongu a řadě arabsko-izraelských válek. Celkem bylo společností Hawker Aircraft a jejím nástupcem Hawker Siddeley vyrobeno 1 972 letounů Hunter; několik strojů bylo vyrobeno na základě licence v zahraničí. V britských službách byl Hunter ve svém hlavním určení nahrazen letouny Lightning, Harrier a Phantom II.

## Vývoj

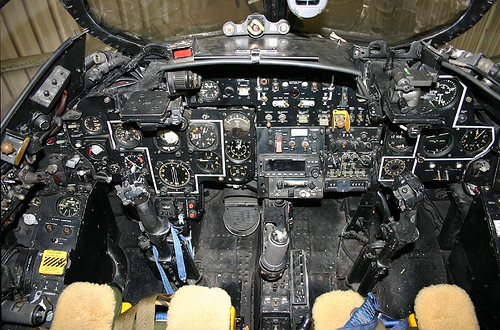
Kokpit dochovaného Hunteru

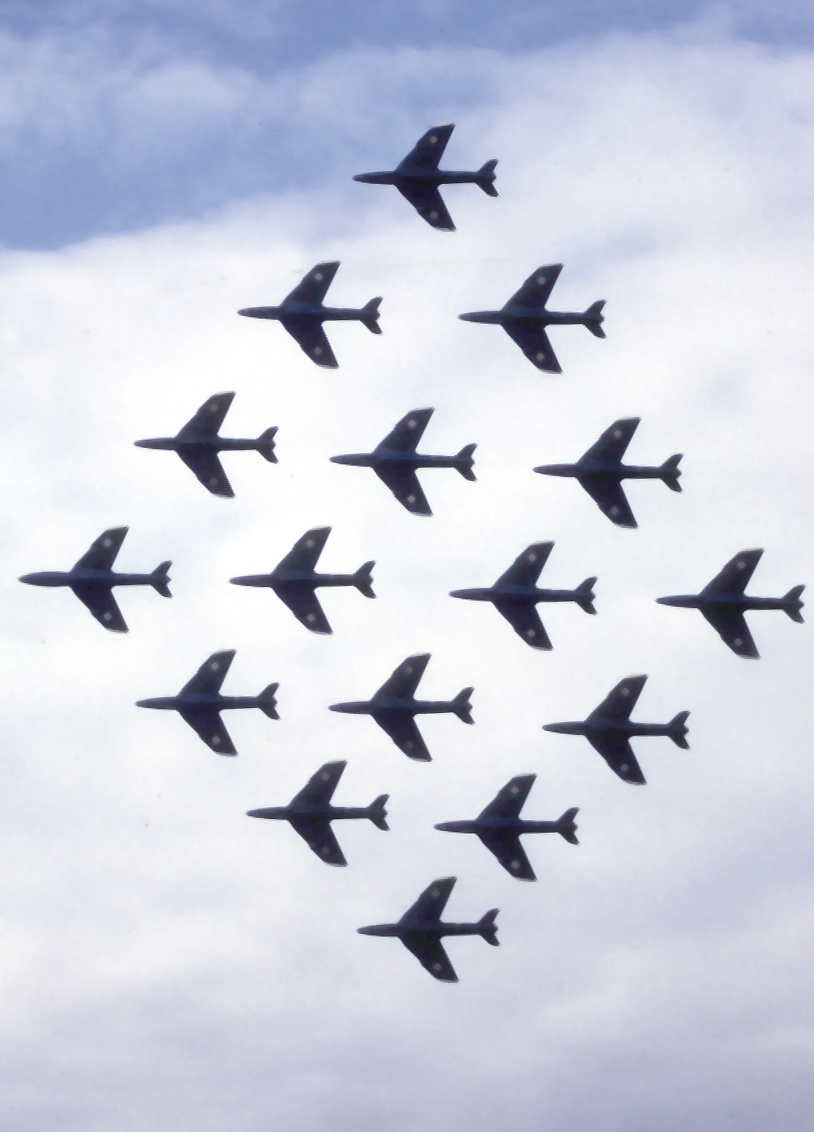
Huntery akrobatické skupiny Black Arrows

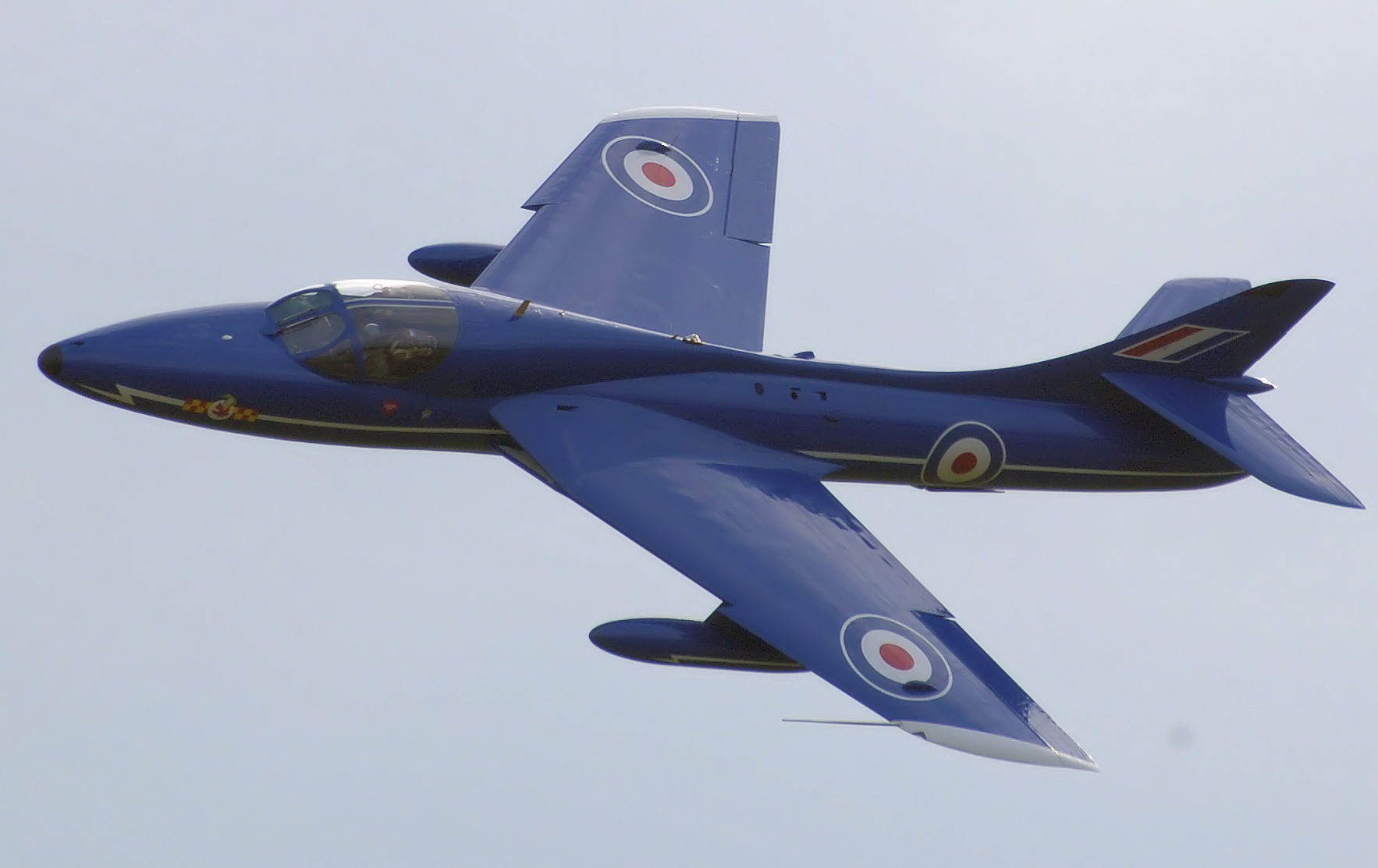
Hawker Hunter T.7 (XL577, G-BXKF), 2007

První prototyp P.1067 (sériové číslo WB 188) vzlétl z letiště v Boscombe Down 20. července 1951 se zkušebním pilotem Hawkeru Nevillem F. Dukem. Po zabudování motoru Avon RA.7R o tahu 42,68 kN na režimu přídavného spalování vzlétl jako Hunter Mk.3 7. července 1953. 7. září téhož roku na tomto upraveném prototypu překonal pilot N. F. Duke světový rychlostní rekord hodnotou 1170,958 km/h. O 12 dní později vytvořil další rekord na 100 km uzavřeném okruhu, který prolétl rychlostí 1141,346 km/h.
Druhý prototyp (WB 195) byl zalétán 5. května 1952 s kompletním zbraňovým systémem a sériovým motorem Avon RA.7 Mk.104. První dva exempláře tvořily předchůdce sériovým strojům Hawker Hunter F.1, třetí prototyp (WB 202), první vzlet 30. listopadu 1952, předcházel sérii Hunter F.2 s motory Sapphire.
Celková produkce varianty F.1 čítala 139 strojů, z nichž první (WT 555) vzlétl s motorem Avon RA.21 Mk.113 o tahu 33,57 kN 16. května 1953. Verze F.2 bylo vyrobeno 45 kusů se záletem prvního exempláře (WN 888) s pohonnou jednotkou Sapphire AS.Sa6 Mk.101 14. října 1953. Obě verze se od prototypu odlišovaly brzdicím štítem na spodní části trupu.
Hunter F.4 vzlétl poprvé 20. října 1954 (WT 701) se zvětšeným obsahem vnitřních palivových nádrží. Dále bylo možno na křídlové závěsníky podvěsit dvě přídavné nádrže po 454 l. Prvních 159 letounů Hunter F.4 létalo ještě s motorem Avon RA.21 Mk.113, následující již měly instalovaný motor Avon RA.21 Mk.115 o stejném tahu, ale s podstatně zlepšeným kompresorem.
Stejné úpravy byly provedeny od 46. kusu (WN 954) s motorem Sapphire a takto vznikla varianta F.5 létající od 19. října 1954. Celková produkce verze F.4 v mateřském závodě v Kingstonu i pobočném závodě v Blackpoolu dosáhla 365 letounů a verze F.5 vyráběná v továrně Armstrong Whitworth 105 kusů.
Finální jednomístnou variantu na výrobní lince představoval typ Hawker P.1099 Hunter F.6, jehož prototyp (XF833) vzlétl 22. ledna 1954. Sériový letoun (WW592) s pohonnou jednotkou Avon RA.28 Mk.203 o tahu 44,68 kN byl zalétán 25. března 1955. První stroje opouštěly výrobní závod s křídlem jako předchozí verze, následně byl pro vyloučení klonění zaveden na náběžné hraně pilový zub zvětšující nosnou plochu o 0,843 m², deflektory výšlehu zabraňovaly klopení při střelbě na maximálním dostupu a přestavitelný stabilizátor příznivě ovlivnil ovládání letounu. Včetně prototypu bylo vyrobeno 416 strojů F.6, dalších 93 a 144 letounů převzalo holandské a belgické letectvo z domácí licenční výroby.
Na stroji Hunter F.6 (XF833) byla úspěšně odzkoušena reverzace tahu, zkracující délku přistání na polovinu. U dvou dalších zkušebních letounů (WW594 a WW598) s prodlouženou hrotitou přídí byly jako P.1109A a P.1109B určeny ke zkouškám s PLŘS Firestreak.
Jednalo se o velice úspěšnou konstrukci, která vydržela po mnoho let ve výzbroji RAF, ať v původních stíhacích verzích (Hunter F.1 až F.6) či jako stíhací bombardér Hunter FGA.9 vzniklý úpravou verze F.6. Byl také používán akrobatickou skupinou Black Arrows, kterou tvořili piloti 111. squadrony RAF a také akrobatickou skupinou švýcarského letectva Patrouille Suisse s letouny Hawker Hunter Mk.58. Stroj se rovněž hojně exportoval (Rhodesie, Chile, Kuvajt, Libanon, Omán, Katar a Singapur) a také byl vyráběn v licenci. V Holandsku společnostmi Fokker a Aviolanda, v Belgii SABCA a Avions Fairey.
Verze Hunter T.7, T.8, T.12, T.52, T.62, T.66, T.67 a T.69 byly dvoumístné cvičné varianty. Letouny Hunter FR.10 byly průzkumnou verzí FGA.9 a Hunter GA.11 byl operační cvičný letoun Royal Navy s přistávacím hákem.

## Služba

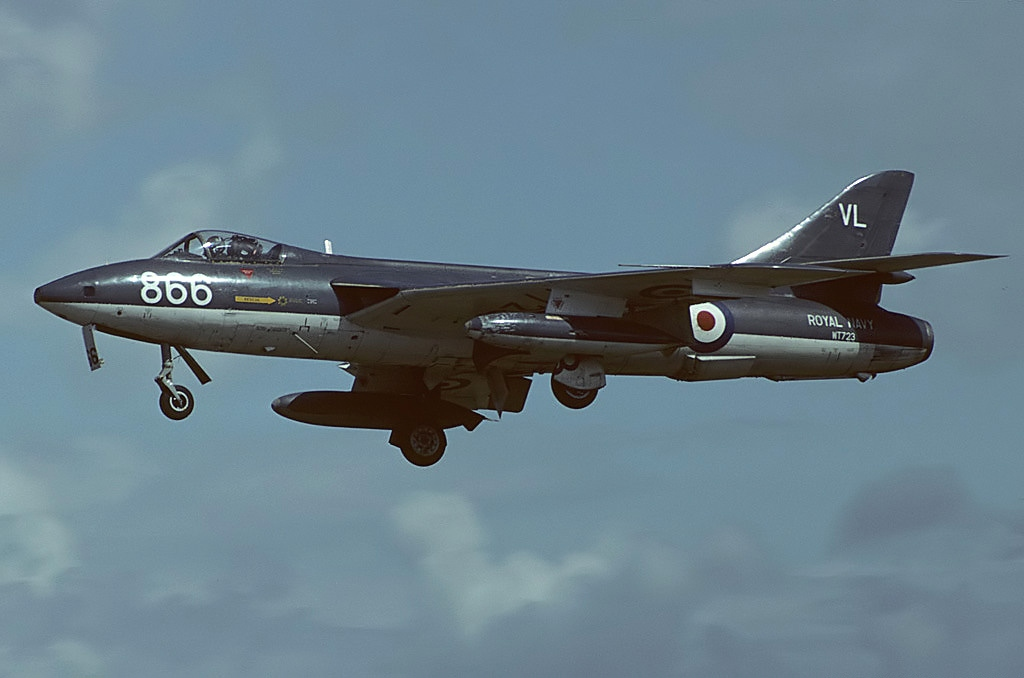
Hawker Hunter PR.11 (WT723)

V květnu 1954 převzala Huntery F.1 43. peruť RAF ve West Raynhamu. Další stroje postupně přecházely do výzbroje 54., 222., 229. a 233. peruti, obdobně letouny F.2 tvořily výzbroj 257., 263. a 1. peruti RAF. Huntery F.4 přešly do výzbroje 54. a 111. perutě, postupně byly přezbrojeny také 3., 4., 14., 20., 26., 43., 66., 67., 71., 74., 92., 93., 98., 112., 118., 130., 222., 234. a 247. peruť. Stroje F.5 pak převzala 1., 34., 41., 56. a 263. peruť RAF.
Dánské královské letectvo převzalo 30 letounů F.4 upravených na požadovaný standard Hawker Hunter F.51. Z kontinentální výroby obdrželo nizozemské letectvo 96 strojů F.4, dalších 112 převzalo belgické letectvo.
Švédské letectvo v červnu 1954 objednalo 120 kusů F.4 pod exportním označením Hawker Hunter F.50, které byly dodávány od léta 1955 do roku 1958. U Flygvapnetu obdržely evidenční čísla 34001 až 34120 a typové označení J-34. Byly přizpůsobeny pro podvěšení dvou protiletadlových řízených střel Rb 324 na vnějších křídelních závěsnících a poháněny motory Rolls-Royce Avon 113 či 115 s tahem 44,56 kN. Postupně byly zařazovány ke čtyřem flygflottilj F8, F9, F10 a F18. Ze stavu letectva byly poslední vyřazeny v roce 1969, kdy je nahrazovaly stroje Saab 35 Draken.
Z výzbroje RAF bylo v roce 1956 odprodáno 16 letounů F.4 do Peru jako Hunter F.52.
Huntery F.6 postupně nahradily u RAF předchozí verze, 12 strojů odkoupilo jordánské královské letectvo, 15 irácké letectvo a 6 převzal Libanon. Pod označením Hunter F.56 převzala Indie mezi říjnem 1957 a únorem 1961 celkem 160 strojů.

## Uživatelé

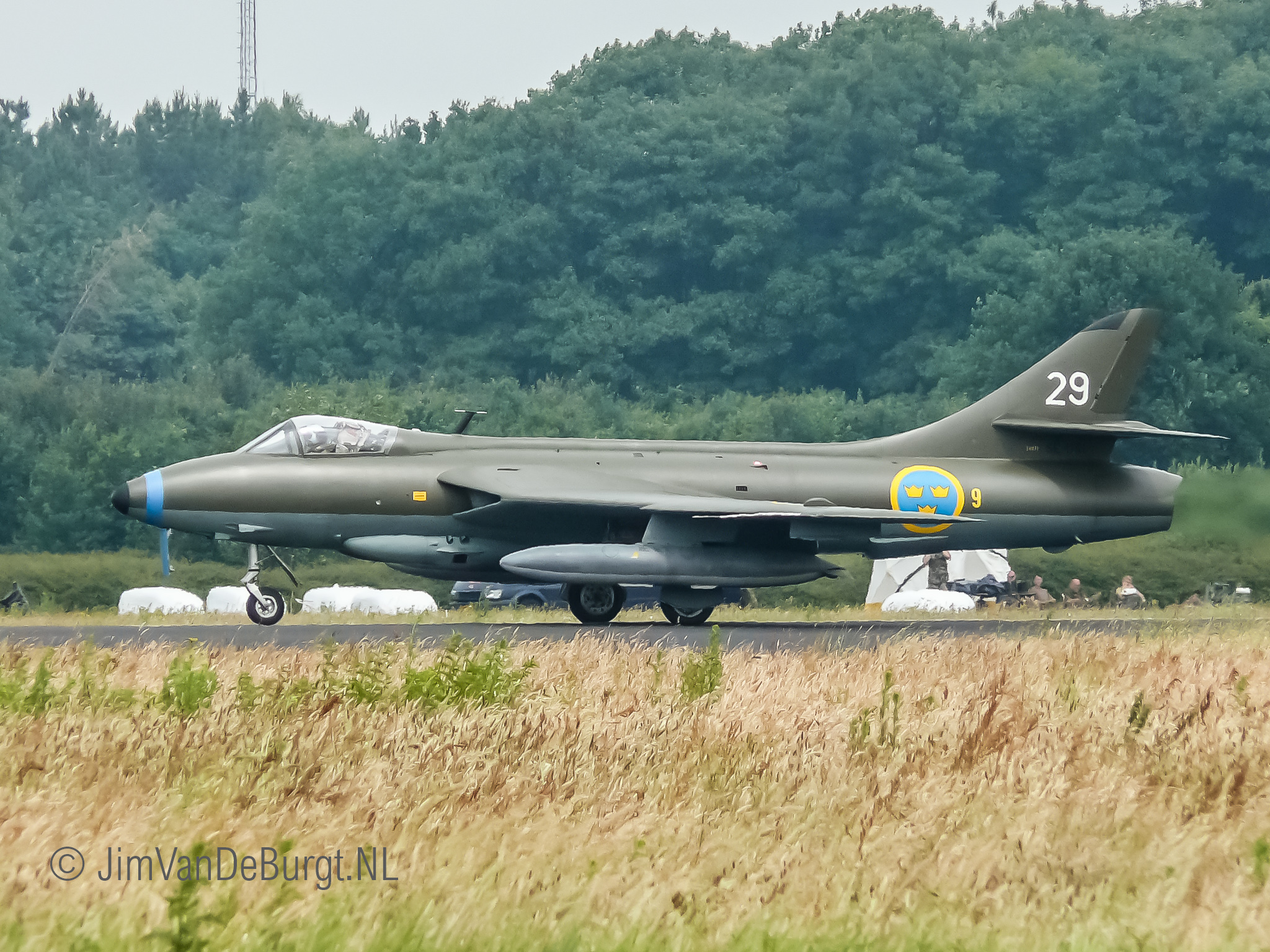
Švédský Hunter F.4

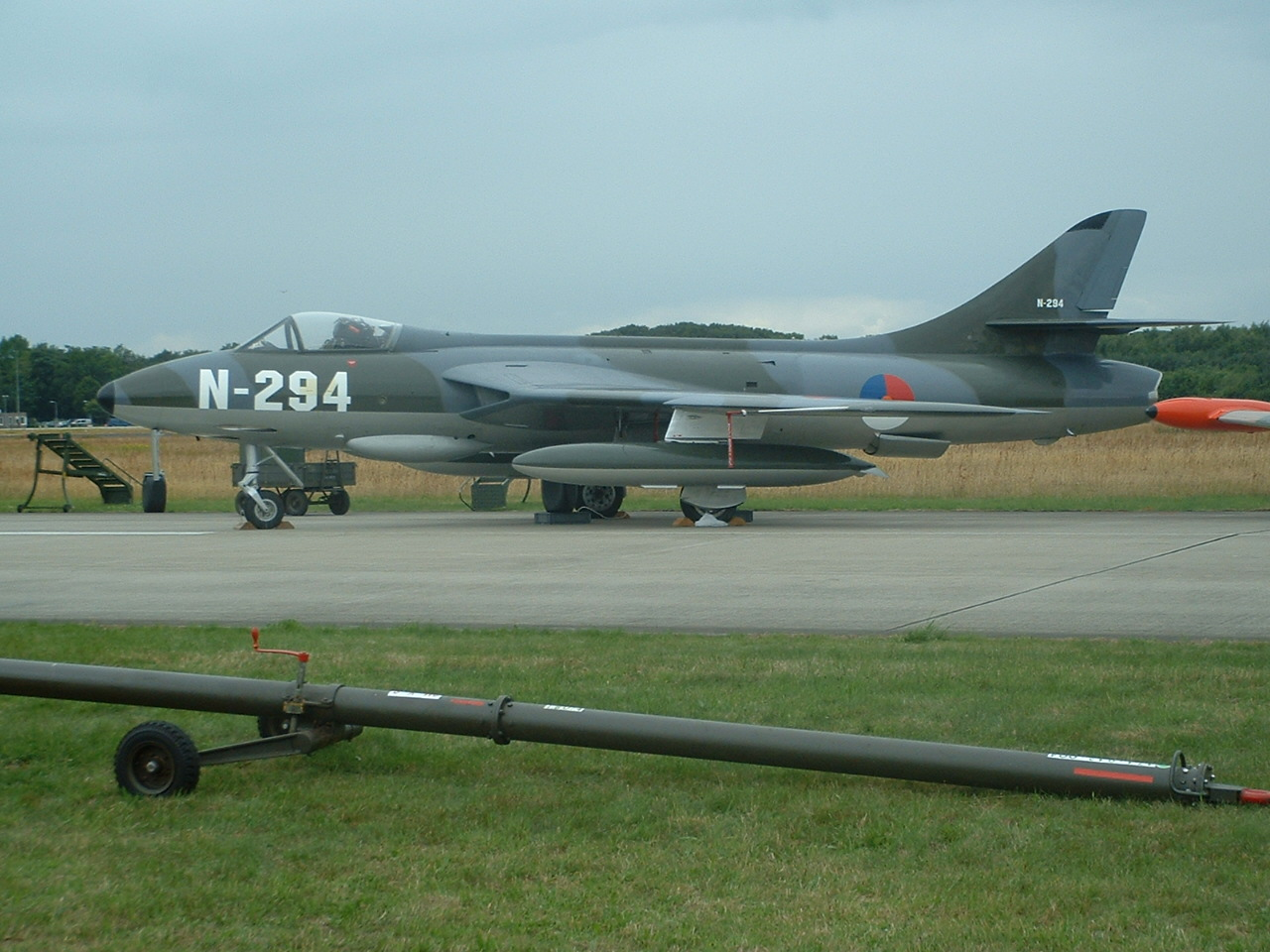
Hunter F.6A v nizozemských barvách

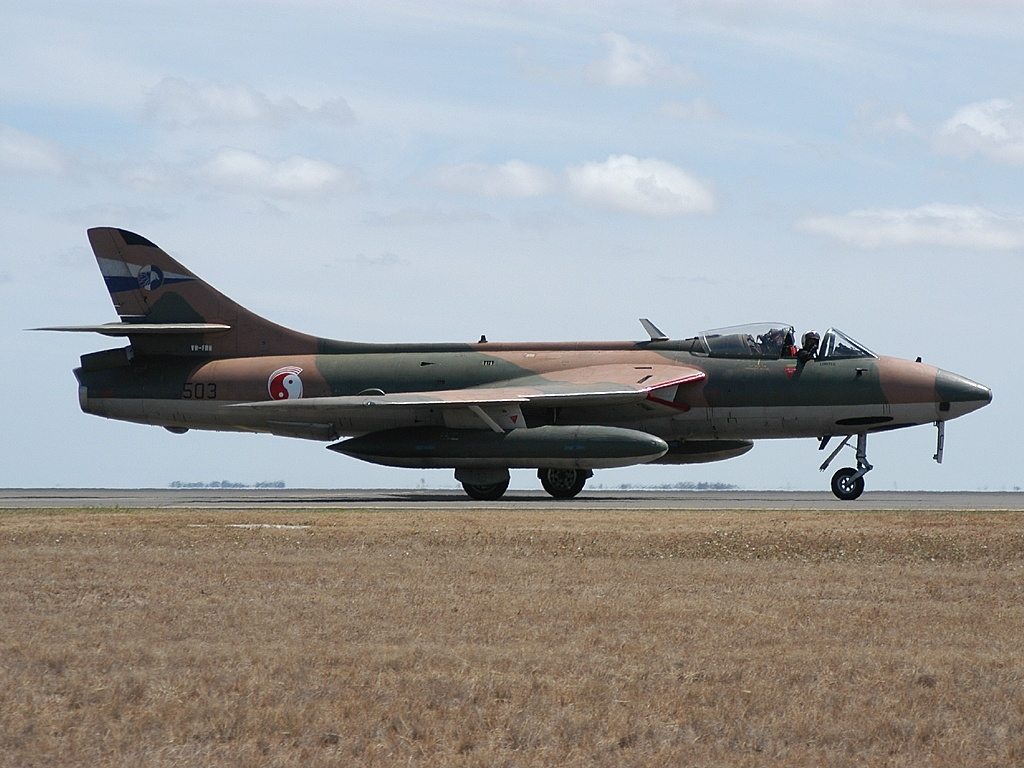
Pohled na singapurský Hunter FGA.74S

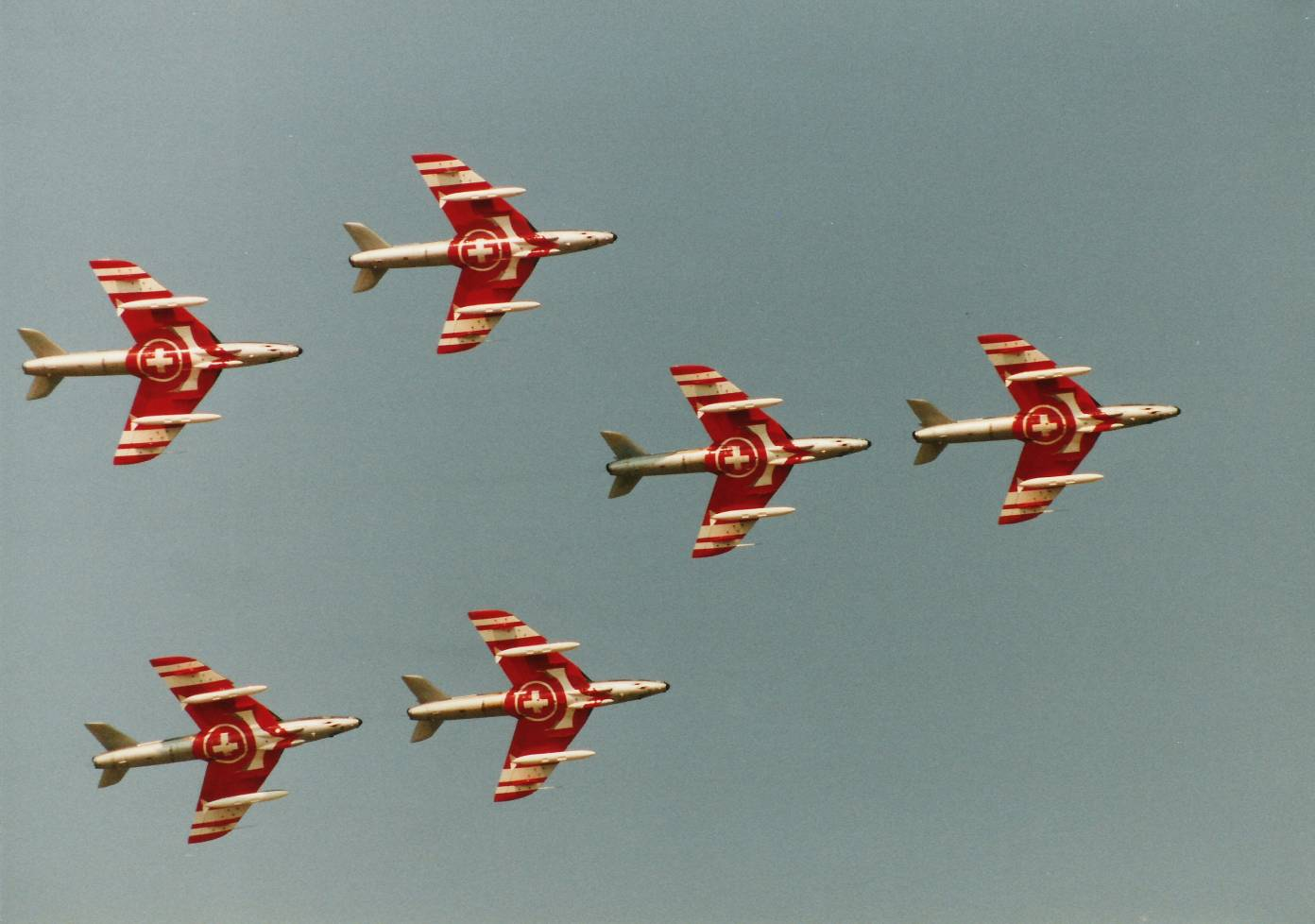
Formace Hunterů švýcarské akrobatické skupiny Patrouille Suisse

- Belgie
  - Belgické letectvo
- Dánsko
  - Dánské královské letectvo
- Chile
  - Chilské letectvo
- Indie
  - Indické letectvo
- Irák
  - Irácké letectvo
- Jordánsko
  - Jordánské královské letectvo
- Katar
  - Katarské letectvo
- Keňa
  - Keňské letectvo
- Kuvajt
  - Kuvajtské letectvo
- Libanon
  - Libanonské letectvo
- Nizozemsko
  - Nizozemské královské letectvo
- Omán
  - Královské vzdušné síly Ománu
- Peru
  - Peruánské letectvo
- Rhodesie
  - Vzdušné síly Rhodésie
- Saúdská Arábie
  - Saúdské královské letectvo
- Singapur
  - Singapurské letectvo
- Somálsko
  - Somálské letectvo
- Spojené arabské emiráty
  - Letectvo Spojených arabských emirátů
- Spojené království
  - Royal Air Force
  - Fleet Air Arm
- Švédsko
  - Švédské letectvo
- Švýcarsko
  - Švýcarské vzdušné síly
- Zimbabwe
  - Zimbabwské letectvo

## Specifikace (Hawker Hunter FGA.9)

### Technické údaje
- Posádka: 1 (pilot)
- Rozpětí: 10,26 m
- Délka: 13,98 m
- Výška: 4,01 m
- Nosná plocha: 32,42 m²
- Hmotnost prázdného letounu: 6527 kg
- Vzletová hmotnost: 8051 kg
  - s přetížením: 11 158 kg
- Pohonná jednotka: 1 × proudový motor Rolls-Royce Avon 207
  - Tah motoru: 45,127 kN

### Výkony
- Maximální rychlost: 1150 km/h
- Dostup: 16 276 m
- Dolet: 787 km
  - s přídavnými nádržemi: 2983 km

### Výzbroj
- 4 × revolverový kanón ADEN ráže 30 mm, každý se zásobou 150 nábojů
- pumy či jiná výzbroj na čtveřici podkřídlových závěsníků (dvojice vnitřních má únosnost do 454 kg každý, vnější do 227 kg)